# Гавриїл III Константинопольський
Гавриїл III (грец. Γαβριήλ Γ΄), (? — 25 жовтня 1707) — Вселенський Патріарх Константинопольський з 1702 по 1707 рік.

## Життєпис
Гавриїл народився в місті Смірна (тепер Ізмір) у сім'ї батьків, які походили з острова Андрос, і в 1688 році він став митрополитом Халкедонським. 29 серпня 1702 року він був обраний патріархом Константинопольським і правив до самої смерті. Його правління не мало особливих проблем і було спокійним.
У 1704 році Гавриїл офіційно засудив видання Нового Завіту новогрецькою мовою, яке здійснив Серафим Мітиленський і було відредаговане в Лондоні в 1703 році Англійським товариством поширення Євангелія за кордоном.:269 5 березня 1705 року він видав наказ про заборону грецьким студентам навчатися в Лондоні через непристойну поведінку. У 1706 році він видав листа із засудженням латинських доктрин.:257
Він також втрутився у справи автономної Кіпрської церкви, скинувши Германа II з престолу Кіпру після скарг місцевого населення. Мелькітський митрополит Алеппо Атанасій ІІІ Дабас був обраний у Стамбулі регентом (proedros) архієпископії Кіпру наприкінці 1705 року. В лютому 1707 року, після повернення Афанасія до Константинополя, Гавриїл піддав цензурі як неканонічну хіротонію нового архієпископа Якова II, який, тим не менш, правив до 1718 року.
Щодо свого рідного міста Смірни, то в 1706 році він заснував там школу, де викладав учений Адамантій Рисіос. Гавриїл помер у Константинополі 25 жовтня 1707 року і був похований у монастирі Камаріотісса на острові Халкі.